# Поль, Антуан
Антуан Поль (г-н Антуан) (фр. Antoine Paul; 21 декабря 1798, Марсель — ноябрь 1871, Ане, департамент Эр и Луар) — танцовщик и педагог, ведущий солист Парижской Оперы с 1813 по 1831 годы, последний виртуоз балетного преромантизма  :399. Брат Полины Монтесю.

## Биография
В 14 лет дебютировал вместе с сестрой в спектакле Лионской Оперы. В следующем, 1813 году, дебютировал на сцене Королевской академии музыки и моментально завоевал симпатии публики. Одно его имя на афише обеспечивало успех любому спектаклю — будь то балет или опера.
Вслед за Вестрисом и Дюпором развивал технику мужского танца. Отличался виртуозными пируэтами и большим, безусильным прыжком, благодаря которому был прозван «Воздушный». Другим его прозвищем было «Зефир» :111. Вероятно, именно он был первым исполнителем двойного кабриоля — battements horizontaux :403.
Считал виртуозность главным средством и основной целью балетного артиста, поэтому в его ролях техническая сторона превалировала над драматической.

«Превосходство Поля заключалось в лёгкости, гибкости, быстроте, мягкости и точности. Он знал, как соединять бесстрашие с естественной грацией. В его «школе» многое подлежало критике, пожалуй даже следовало бы сказать, что он и вовсе не имел школы. Им можно было любоваться и завидовать ему, но подражать было почти нечему. Природа дала ему больше, чем дало искусство, и когда она отобрала свои дары, талант пропал, но он насладился блистательной, хотя и кратковременной карьерой».— Август Бурнонвиль. Моя театральная жизнь
Чащё всего участвовал в дивертисментах, позволяющих танцовщику свободно блеснуть своей техникой. Манкирование им ролей, требующих серьёзной актёрской работы, вызывало недовольство у критиков: 

 «Я должен упрекнуть его в том, что он вечно себя копирует, оставаясь в кругу пируэтов, перелётов, jetées-battues, из которых словно бы не может выбраться. Как бы не потрясало преимущество этих средств, я предсказываю в недалёком будущем безразличие к нему публики, если он пренебрежёт разнообразием, повышающим интерес». — Кастиль-Блаз, 1818 
Был постоянным партнёром Г-жи Анатоль и своей сестры Полины Монтесю. Также танцевал с Фанни Биас, Лиз Нобле и  Амели Легалуа. Регулярно выступал в Лондоне. Гастролировал в театре Сан-Карло в Неаполе, где его выступление отметил Стендаль. Оставил сцену в 1831 году.
Своим творчеством Антуан Поль подытожил развитие мужской виртуозности начала XIX века – наступали времена балетного романтизма, когда танцовщики ушли в тень, уступая первенство на сцене балеринам. 

## Репертуар
Танцевал в балетах Ж.-П. Омера «Пажи герцога Вандомского» и «Алина, царица Голконды» а также в многочисленных оперных дивертисментах Омера, Гарделя и Милона. 
Особо прославился в роли Зефира в балете Ж.-Б. Блаша «Марс и Венера, или Сети Вулкана».
- 1818 — опера Л. Аймона «Цветочные игры» (балетмейстеры П. Гардель и Л. Милон)
- 19 июня 1820 — премьера балета Л. Милона «Клари, или Обещание женитьбы» (pas de trois бродячих комедиантов с Ф. Биас и Л. Нобле)
- 1826 — Зефир, балет «Марс и Венера, или Сети Вулкана» (балетмейстер Ж.-Б. Блаш, муз. Ж.-М. Шнейцхоффера)
- 1827 — Жоконд, комическая роль в балете «Астольф и Жоконд, или Искатели приключений» (балетмейстер Ж.-П. Омер, муз. Л. Герольда)
- 26 марта 1827 — премьера оперы Дж. Россини «Моисей в Египте» (дивертисмент III акта с А. Легалуа[3], балетмейстер П. Гардель)
- 3 августа 1829 — премьера оперы Дж. Россини «Вильгельм Телль» (характерный дивертисмент с  Л. Нобле, П. Монтесю, А. Легалуа и Альбером, балетмейстер Ж.-П. Омер)